# 達拉斯·埃斯科韋多
達拉斯·婕德·埃斯科韋多（英語：Dallas Jade Escobedo，1992年4月12日—）是一名出生於美國亞利桑那州的壘球選手，司職投手，目前效力於日本壘球聯盟豐田自動織機。她曾隨墨西哥隊參加2017年泛美女子壘球錦標賽，結果獲得銀牌。

## 外部連結
- 達拉斯·埃斯科韋多的X（前Twitter）
- 達拉斯·埃斯科韋多的Instagram帳戶